# فهرست کشورها بر پایه جمعیت مسلمان

جمعیت مسلمان جهان به درصد، به گزارش پیو سال ۲۰۱۴

اسلام دومین دین جهان از دید شمار پیروان پس از مسیحیت است. طبق برآوردسال ۲۰۱۵ م. دانشنامهٔ سیا ۲۴٫۱ درصد مردم جهان مسلمانند. اسلام دین اکثریت در جنوب‌غرب آسیا، و شمال و ساحل (آفریقا) و شاخ آفریقا و برخی بخش‌های آسیا است. قارهٔ آفریقا بیشترین درصد جمعیت مسلمان دنیا (۵۲٫۳۹٪) را دارا است. چند اقلیت بزرگ اسلامی نیز درچین و بالکان و روسیه قرار دارد. در پاره‌ای از منطقه های جهان نیز اجتماع‌های مسلمان مهاجر زندگی می‌کنند؛ مثلاً در اروپای غربی اسلام دومین دین پس از مسیحیت با ۶٪ جمعیت کل منطقه می‌باشد.
بر اساس گزارش ۲۰۱۲ پیو، ۴۹ کشور دارای اکثریت مسلمان است. حدود ۶۲٪ مسلمانان جهان برابر یک‌میلیارد نفر در جنوب و جنوب‌شرق آسیا زندگی می‌کنند. بزرگترین کشورهای اسلامی به ترتیب اندونزی با ۱۲٫۷٪ مسلمانان جهان، پاکستان با ۱۱٫۰٪، هندوستان با ۱۰٫۹٪، بنگلادش با ۹٫۲٪‌اند.
نزدیک ۲۰٪ مسلمانان ساکن کشورهای عرب‌اند. در آسیای جنوب غربی ترکیه، و در آفریقا مصر و نیجریه بیشترین جمعیت مسلمان را دارند.
پژوهش ۲۰۱۰ مرکز پژوهشی پیو در زمستان ۱۳۸۹ منتشر شد. این پژوهش نشان داد که مسلمانان بریتانیا از لبنان و مسلمانان چین از سوریه بیشتراند. پژوهش های پیو (Pew Research) نشان می‌دهد که اسلام در سال ۲۰۷۵ میلادی بیشترین پیرو را در میان دین‌ها خواهد داشت.

## فهرست
رقم‌های چهار ستون نخست جدول بر پایهٔ گزارش آیندهٔ جمعیت مسلمان جهان مرکز پژوهشی پیو است.
| کشور/منطقه                    | مسلمانان              | درصد مسلمان (٪) از کل جمعیت کشور      | درصد (٪) جمعیت مسلمانان جهان |
| ----------------------------- | --------------------- | ------------------------------------- | ---------------------------- |
| افغانستان                     | ۳۸٬۹۲۸٬۳۴۶            | ۱۰۰                                   | ‌‌‌‌‌‌‌‌ ۲٫۴                         |
| آلبانی                        | ۱٬۸۷۹٬۱۷۲             | ۵۸٫۸                                  | ۰٫۱                          |
| الجزایر                       | ۴۰٬۴۰۰٬۰۰۰            | ۹۸٫۲ - >۹۹                            | ۲٫۷                          |
| ساموآی آمریکا                 | < ۱٬۰۰۰               | < ۰٫۱                                 | < ۰٫۱                        |
| آندورا                        | < ۱٬۰۰۰               | < ۰٫۱                                 | < ۰٫۱                        |
| آنگولا                        | ۹۰٬۰۰۰                | ۱٫۰                                   | < ۰٫۱                        |
| آنگویلا                       | < ۱٬۰۰۰               | ۰٫۳                                   | < ۰٫۱                        |
| آنتیگوا و باربودا             | < ۱٬۰۰۰               | ۰٫۶                                   | < ۰٫۱                        |
| آرژانتین                      | ۷۸۴٬۰۰۰               | ۲٫۵                                   | < ۰٫۱                        |
| ارمنستان                      | < ۲/۱                 | < ۰٫۱                                 |                              |
| آروبا                         | < ۱٬۰۰۰               | ۰٫۴                                   | < ۰٫۱                        |
| استرالیا                      | ۴۷۶٬۲۹۱               | ۲٫۲                                   | < ۰٫۱                        |
| اتریش                         | ۵۷۳٬۸۷۶               | ۶٫۸                                   | < ۰٫۱                        |
| جمهوری آذربایجان              | ۸٬۷۹۵٬۰۰۰             | ۹۸٫۴                                  | ۰٫۵                          |
| باهاما                        | < ۱٬۰۰۰               | ۰٫۱                                   | < ۰٫۱                        |
| بحرین                         | ۸۶۶٬۸۸۸               | ۷۰٫۲                                  | < ۰٫۱                        |
| بنگلادش                       | ۱۴۵٬۶۰۷٬۰۰۰           | ۸۶٫۳                                  | ۹٫۲                          |
| باربادوس                      | ۲٬۰۰۰                 | ۰٫۹                                   | < ۰٫۱                        |
| بلاروس                        | ۱۹٬۰۰۰                | ۰٫۲                                   | < ۰٫۱                        |
| بلژیک                         | ۶۵۸٬۴۶۳               | ۵٫۹                                   | < ۰٫۱                        |
| بلیز                          | < ۱٬۰۰۰               | ۰٫۱ ایران پنجمین کشور مسلمان جهان است | < ۰٫۱                        |
| بنبن                          | ۲٬۷۱۰٬۰۰۰             | ۲۴٫۵                                  | ۰٫۱                          |
| برمودا                        | < ۱٬۰۰۰               | ۰٫۸                                   | < ۰٫۱                        |
| پادشاهی بوتان                 | ≤ ۲٬۰۰۰               | ۰٫۲                                   | < ۰٫۱                        |
| بولیوی                        | ۲٬۰۰۰                 | < ۰٫۱                                 | < ۰٫۱                        |
| بوسنی و هرزگوین               | ۱٬۷۹۰٬۴۵۴             | ۵۰٫۷                                  | ۰٫۱                          |
| بوتسوانا                      | ۸٬۰۰۰                 | ۰٫۴                                   | < ۰٫۱                        |
| برزیل                         | ۲۰۴٬۰۰۰               | ۰٫۱                                   | < ۰٫۱                        |
| جزایر ویرجین بریتانیا         | < ۱٬۰۰۰               | ۱٫۲                                   | < ۰٫۱                        |
| برونئی                        | ۲۹۵٬۰۰۰               | ۶۷                                    | < ۰٫۱                        |
| بلغارستان                     | ۵۷۷٬۰۰۰               | ۷٫۸٪                                  | < ۰٫۱                        |
| بورکینافاسو                   | ۱۱٬۲۷۰٬۰۰۰            | ۶۰٫۵                                  | ۰٫۶                          |
| برمه (میانمار)                | ۲٬۲۳۷٬۴۹۵             | ۲٫۳                                   | ۰٫۱                          |
| بروندی                        | ۲۵۰٬۰۰۰               | ۲٫۲                                   | < ۰٫۱                        |
| کامبوج                        | ۲۵۵٬۰۰۰               | ۱٫۶                                   | < ۰٫۱                        |
| کامرون                        | ۴٬۹۴۰٬۰۰۰             | ۲۰٫۹                                  | ۰٫۲                          |
| کانادا                        | ۱٬۰۵۳٬۹۴۵             | ۱٫۹-۳٫۲                               | ۰٫۱                          |
| کاپ ورد                       | ۱۰٬۰۰۰                | ۲                                     | < ۰٫۱                        |
| جزایر کیمن                    | < ۱٬۰۰۰               | ۰٫۲                                   | < ۰٫۱                        |
| جمهوری آفریقای مرکزی          | ۴۰۳٬۰۰۰               | ۱۵                                    | < ۰٫۱                        |
| چاد                           | ۷٬۸۲۷٬۶۵۳             | ۵۸                                    | ۰٫۴                          |
| شیلی                          | ۲٬۸۹۴                 | ۰٫۰۳ (۱۵+)                            | < ۰٫۱                        |
| چین                           | ۲۲٬۰۰۰٬۰۰۰-۵۰٬۰۰۰٬۰۰۰ | ۱٫۸                                   | ۱٫۴                          |
| جزایر کوکوس (کلینگ)           | < ۱٬۰۰۰               | ۸۰                                    | < ۰٫۱                        |
| کلمبیا                        | ۴۰٬۰۰۰ تا ۸۰٬۰۰۰      | ۰٫۲                                   | < ۰٫۱                        |
| کومور                         | ۷۸۵٬۰۰۰               | ۹۸٫۳                                  | < ۰٫۱                        |
| کنگو                          | ۳٬۶۴۸٬۲۶۷             | ۵                                     | ۰٫۱                          |
| جزایر کوک                     | < ۱٬۰۰۰               | < ۰٫۱                                 | < ۰٫۱                        |
| کاستاریکا                     | < ۱٬۰۰۰               | < ۰٫۱                                 | < ۰٫۱                        |
| کرواسی                        | ۶۰٬۰۰۰                | ۱٫۴                                   | < ۰٫۱                        |
| کوبا                          | ۱۰٬۰۰۰                | ۰٫۱                                   | < ۰٫۱                        |
| قبرس                          | ۲۷۳٬۰۰۰               | ۲۲٫۷                                  | < ۰٫۱                        |
| جمهوری چک                     | ۱۰٬۵۰۰                | < ۰٫۱                                 | < ۰٫۱                        |
| دانمارک                       | ۲۳۰٬۰۰۰               | ۴٫۱                                   | < ۰٫۱                        |
| جیبوتی                        | ۸۵۳٬۰۰۰               | ۹۷٫۰                                  | ۰٫۱                          |
| دومینیکا                      | < ۱٬۰۰۰               | ۰٫۲                                   | < ۰٫۱                        |
| جمهوری دومینیکن               | ۲٬۰۰۰                 | < ۰٫۱                                 | < ۰٫۱                        |
| اکوادور                       | ۲٬۰۰۰                 | < ۰٫۱                                 | < ۰٫۱                        |
| مصر                           | ۷۳٬۸۰۰٬۰۰۰            | ۹۰                                    | ۴٫۹                          |
| السالوادور                    | ۲٬۰۰۰                 | <۰٫۱                                  | <۰٫۱                         |
| گینه استوایی                  | ۲۸٬۰۰۰                | ۴٫۱                                   | < ۰٫۱                        |
| اریتره                        | ۱٬۹۰۹٬۰۰۰             | ۳۶٫۶-۴۸/۵۰                            | ۰٫۱                          |
| استونی                        | ۱٬۵۰۸                 | <۰٫۱                                  | < ۰٫۱                        |
| اتیوپی                        | ۲۵٬۰۳۷٬۶۴۶            | ۳۴                                    | ۱٫۸                          |
| جزایر فارو                    | < ۱٬۰۰۰               | < ۰٫۱                                 | < ۰٫۱                        |
| جزایر فالکلند                 | < ۱٬۰۰۰               | < ۰٫۱                                 | < ۰٫۱                        |
| ایالات فدرال میکرونزی         | < ۱٬۰۰۰               | < ۰٫۱                                 | < ۰٫۱                        |
| فیجی                          | ۵۴٬۰۰۰                | ۶٫۳                                   | <۰٫۱                         |
| فنلاند                        | ۴۲٬۰۰۰                | ۰٫۸                                   | <۰٫۱                         |
| فرانسه                        | ۵٬۶۲۱٬۰۰۰             | ۷٫۵                                   | ۰٫۳                          |
| گویان فرانسه                  | ۲٬۰۰۰                 | ۰٫۹                                   | <۰٫۱                         |
| پلی نزی فرانسه                | < ۱٬۰۰۰               | < ۰٫۱                                 | <۰٫۱                         |
| گابون                         | ۱۴۵٬۰۰۰               | ۹٫۷                                   | <۰٫۱                         |
| گامبیا                        | ۱٬۶۶۹٬۰۰۰             | ۹۵٫۳                                  | ۰٫۱                          |
| گرجستان                       | ۴۴۲٬۰۰۰               | ۱۰٫۵                                  | <۰٫۱                         |
| آلمان                         | ۱٬۶۰۰٬۰۰۰-۴٬۷۰۰٬۰۰۰   | ۲٫۰ - ۵٫۷                             | ۰٫۲                          |
| غنا                           | ۴٬۹۱۴٬۰۰۰             | ۱۸                                    | ۰٫۲                          |
| گیبرالتر                      | ۱٬۰۰۰                 | ۴٫۰                                   | <۰٫۱                         |
| یونان                         | ۶۱۰٬۰۰۰               | ۵٫۳                                   | <۰٫۱                         |
| گرینلند                       | < ۱٬۰۰۰               | <۰٫۱                                  | <۰٫۱                         |
| گرنادا                        | < ۱٬۰۰۰               | ۰٫۳                                   | <۰٫۱                         |
| گوادلوپ                       | ۲٬۰۰۰                 | ۰٫۴                                   | <۰٫۱                         |
| گوام                          | < ۱٬۰۰۰               | <۰٫۱                                  | <۰٫۱                         |
| گواتمالا                      | ۱٬۰۰۰                 | <۰٫۱                                  | <۰٫۱                         |
| گینه                          | ۸٬۶۹۳٬۰۰۰             | ۸۴٫۲                                  | ۰٫۵                          |
| گینه بیسائو                   | ۷۰۵٬۰۰۰               | ۵۰                                    | <۰٫۱                         |
| گویان                         | ۵۵٬۰۰۰                | ۷٫۲                                   | <۰٫۱                         |
| هائی تی                       | ۲٬۰۰۰                 | <۰٫۱                                  | <۰٫۱                         |
| هندوراس                       | ۱۱٬۰۰۰                | ۰٫۱                                   | <۰٫۱                         |
| هنگ کنگ                       | ۲۲۰٬۰۰۰               | ۳٫۱                                   | <۰٫۱                         |
| مجارستان                      | ۵٬۵۷۹                 | ۰٫۳                                   | <۰٫۱                         |
| ایسلند                        | ۱۳۰۰                  | ۰/۴                                   | <۰٫۱                         |
| هند                           | ۱۷۲٬۰۰۰٬۰۰۰           | ۱۴٫۲                                  | ۹٫۶                          |
| اندونزی                       | ۲۰۴٬۸۴۷٬۰۰۰           | ۸۷٫۲                                  | ۱۲٫۷                         |
| ایران                         | ۵۰٫۰۰۰٫۰۰۰            | ۵۳                                    | ۱۰                           |
| عراق                          | ۳۱٬۱۰۸٬۰۰۰            | ۹۸٫۹                                  | ۱٫۹                          |
| ایرلند                        | ۷۰٬۱۵۸                | ۱٫۱                                   | <۰٫۱                         |
| جزیره من                      | < ۱٬۰۰۰               | ۰٫۲                                   | <۰٫۱                         |
| اسرائیل                       | ۱٬۲۸۷٬۰۰۰             | ۱۷٫۷                                  | ۰٫۱                          |
| ایتالیا                       | ۲٬۲۲۰٬۰۰۰             | ۳٫۷                                   | ۰٫۱                          |
| ساحل عاج                      | ۷٬۹۶۰٬۰۰۰             | ۴۰                                    | ۰٫۵                          |
| جامائیکا                      | ۱٬۰۰۰                 | <۰٫۱                                  | <۰٫۱                         |
| ژاپن                          | ۱۸۵٬۰۰۰               | ۰٫۱                                   | <۰٫۱                         |
| اردن                          | ۶٬۳۹۷٬۰۰۰             | ۹۳٫۸                                  | ۰٫۴                          |
| قزاقستان                      | ۸٬۸۸۷٬۰۰۰             | ۷۰٫۲ (سرشماری رسمی)                   | ۰٫۵                          |
| کنیا                          | ۲٬۸۶۸٬۰۰۰             | ۱۰                                    | ۰٫۲                          |
| کیریباتی                      | < ۱٬۰۰۰               | <۰٫۱                                  | <۰٫۱                         |
| کوزوو                         | ۱٬۵۸۴٬۰۰۰             | ۹۵٫۶                                  | ۰٫۱                          |
| کویت                          | ۲٬۶۳۶٬۰۰۰             | ۷۴٫۱                                  | ۰٫۲                          |
| قرقیزستان                     | ۴٬۹۲۷٬۰۰۰             | ۸۸٫۸                                  | ۰٫۳                          |
| لائوس                         | ۱٬۰۰۰                 | <۰٫۱                                  | <۰٫۱                         |
| لتونی                         | ۲٬۰۰۰                 | ۰٫۱                                   | <۰٫۱                         |
| لبنان                         | ۲٬۵۴۲٬۰۰۰             | ۵۹٫۷                                  | ۰٫۲                          |
| لسوتو                         | ۱٬۰۰۰                 | <۰٫۱                                  | <۰٫۱                         |
| لیبریا                        | ۵۲۳٬۰۰۰               | ۱۲٫۸                                  | <۰٫۱                         |
| لیبی                          | ۶٬۳۲۵٬۰۰۰             | ۹۶٫۶                                  | ۰٫۴                          |
| لیختن اشتاین                  | ۲٬۰۰۰                 | ۴٫۸                                   | <۰٫۱                         |
| لیتوانی                       | ۳٬۰۰۰                 | ۰٫۱                                   | <۰٫۱                         |
| لوکزامبورگ                    | ۱۱٬۰۰۰                | ۲٫۳                                   | <۰٫۱                         |
| ماکائو                        | < ۱٬۰۰۰               | <۰٫۱                                  | <۰٫۱                         |
| مقدونیه                       | ۵۰۰٬۰۰۰               | ۳۳٫۳                                  | <۰٫۱                         |
| ماداگاسکار                    | ۲۲۰٬۰۰۰               | ۷                                     | <۰٫۱                         |
| مالاوی                        | ۲٬۰۱۱٬۰۰۰             | ۱۲٫۸                                  | ۰٫۱                          |
| مالزی                         | ۱۷٬۱۳۹٬۰۰۰            | ۶۱٫۴                                  | ۱٫۱                          |
| مالدیو                        | ۳۰۹٬۰۰۰               | ۱۰۰                                   | <۰٫۱                         |
| مالی                          | ۱۵٬۶۶۷٬۷۰۴            | ۹۵                                    | ۰٫۸                          |
| مالت                          | ۱٬۰۰۰                 | ۰٫۲                                   | <۰٫۱                         |
| جزایر مارشال                  | < ۱٬۰۰۰               | < ۰٫۱                                 | < ۰٫۱                        |
| مارتینیک                      | < ۱٬۰۰۰               | ۰٫۲                                   | < ۰٫۱                        |
| موریتانی                      | ۴٬۱۷۱٬۶۳۳             | ۱۰۰                                   | ۰٫۲                          |
| موریس                         | ۲۳۰٬۱۱۸               | ۱۷٫۳                                  | < ۰٫۱                        |
| مایوت                         | ۱۹۷٬۰۰۰               | ۹۸٫۸                                  | < ۰٫۱                        |
| مکزیک                         | ۳٬۷۰۰ - ۱۱۱٬۰۰۰       | ۰٫۱                                   | < ۰٫۱                        |
| مولداوی                       | ۱۵٬۰۰۰                | ۰٫۴                                   | < ۰٫۱                        |
| موناکو                        | < ۱٬۰۰۰               | ۰٫۵                                   | < ۰٫۱                        |
| مغولستان                      | ۲۰۰٬۰۰۰               | ۶                                     | < ۰٫۱                        |
| مونته نگرو                    | ۱۱۸٬۴۷۷               | ۱۹٫۱۱٪                                | < ۰٫۱                        |
| مونتسرات                      | < ۱٬۰۰۰               | ۰٫۱                                   | < ۰٫۱                        |
| مراکش                         | ۳۲٬۳۸۱٬۰۰۰            | ۹۹                                    | ۲٫۰                          |
| موزامبیک                      | ۵٬۳۴۰٬۰۰۰             | ۲۲٫۸                                  | ۰٫۳                          |
| نامیبیا                       | ۹٬۰۰۰                 | ۰٫۴                                   | < ۰٫۱                        |
| نائورو                        | < ۱٬۰۰۰               | < ۰٫۱                                 | < ۰٫۱                        |
| نپال                          | ۱٬۲۵۳٬۰۰۰             | ۴٫۲                                   | ۰٫۱                          |
| هلند                          | ۸۲۵٬۰۰۰/۱٬۰۰۰٬۰۰۰     | ۵ - ۶                                 | ۰٫۱                          |
| آنتیل هلند                    | < ۱٬۰۰۰               | ۰٫۲                                   | < ۰٫۱                        |
| کالدونیای جدید                | ۷٬۰۰۰                 | ۲٫۸                                   | < ۰٫۱                        |
| نیوزیلند                      | ۴۱٬۰۰۰                | ۰٫۹                                   | < ۰٫۱                        |
| نیکاراگوئه                    | ۱٬۰۰۰                 | <۰٫۱                                  | < ۰٫۱                        |
| نیجر                          | ۱۹٬۵۰۲٬۲۱۴            | ۹۸٫۳                                  | ۱٫۰                          |
| نیجریه                        | ۹۳٬۸۳۹٬۰۰۰            | ۴۱-۵۰                                 | ۴٫۷                          |
| نیووی                         | < ۱٬۰۰۰               | < ۰٫۱                                 | < ۰٫۱                        |
| کره شمالی                     | ۳٬۰۰۰                 | ۰٫۱                                   | < ۰٫۱                        |
| جزایر ماریانای شمالی          | < ۱٬۰۰۰               | ۰٫۷                                   | < ۰٫۱                        |
| نروژ                          | ۱۶۳٬۱۸۰               | ۳٫۰                                   | < ۰٫۱                        |
| عمان                          | ۲٬۵۴۷٬۰۰۰             | ۸۷٫۷                                  | ۰٫۲                          |
| پاکستان                       | ۱۷۸٬۰۰۰٬۰۰۰           | ۹۶٫۴                                  | ۱۱٫۰                         |
| پالائو                        | < ۱٬۰۰۰               | < ۰٫۱                                 | < ۰٫۱                        |
| سرزمین‌های فلسطینی             | ۴٬۲۹۸٬۰۰۰             | ۹۷٫۵                                  | ۰٫۳                          |
| پاناما                        | ۲۵٬۰۰۰                | ۰٫۷                                   | < ۰٫۱                        |
| پاپوآگینه نو                  | ۲٬۰۰۰                 | < ۰٫۱                                 | < ۰٫۱                        |
| پاراگوئه                      | ۱٬۰۰۰                 | < ۰٫۱                                 | < ۰٫۱                        |
| پرو                           | < ۱٬۰۰۰               | < ۰٫۱                                 | < ۰٫۱                        |
| فیلیپین                       | ۵٬۸۹۶٬۰۰۰             | 4.6                                   | ۰٫۷                          |
| لهستان                        | ۲۰٬۰۰۰                | ۰٫۱                                   | < ۰٫۱                        |
| پرتغال                        | ۶۵٬۰۰۰                | ۰٫۶                                   | < ۰٫۱                        |
| پورتوریکو                     | ۱٬۰۰۰                 | < ۰٫۱                                 | < ۰٫۱                        |
| قطر                           | ۱٬۱۶۸٬۰۰۰             | ۷۷٫۵                                  | ۰٫۱                          |
| جمهوری کنگو                   | ۷۷٬۷۳۶                | ۱٫۶                                   | < ۰٫۱                        |
| رئونیون                       | ۳۵٬۰۰۰                | ۴٫۲                                   | < ۰٫۱                        |
| رومانی                        | ۷۳٬۰۰۰                | ۰٫۳                                   | < ۰٫۱                        |
| روسیه                         | ۹٬۴۰۰٬۰۰۰             | ۶٫۵                                   | ۱٫۰                          |
| روآندا                        | ۵۸۹٬۴۲۹               | ۴٫۸                                   | < ۰٫۱                        |
| سنت هلنا                      | < ۱٬۰۰۰               | < ۰٫۱                                 | < ۰٫۱                        |
| سنت کیتس و نویس               | < ۱٬۰۰۰               | ۰٫۳                                   | < ۰٫۱                        |
| سنت لوسیا                     | < ۱٬۰۰۰               | ۰٫۱                                   | < ۰٫۱                        |
| سنت پیر و ماژلان              | < ۱٬۰۰۰               | ۰٫۲                                   | < ۰٫۱                        |
| سنت وینست و گرنادین‌ها         | ۲٬۰۰۰                 | ۱٫۷                                   | < ۰٫۱                        |
| ساموا                         | < ۱٬۰۰۰               | < ۰٫۱                                 | < ۰٫۱                        |
| سان مارینو                    | < ۱٬۰۰۰               | < ۰٫۱                                 | < ۰٫۱                        |
| سائوتومه و پرنسیپ             | < ۱٬۰۰۰               | < ۰٫۱                                 | < ۰٫۱                        |
| عربستان سعودی                 | ۲۵٬۴۹۳٬۰۰۰            | ۹۷٫۱                                  | ۱٫۶                          |
| سنگال                         | ۱۴٬۵۸۴٬۹۳۱            | ۹۵٫۹                                  | ۰٫۸                          |
| صربستان                       | ۲۲۷٬۰۰۰               | ۲٫۸                                   | < ۰٫۱                        |
| سیشل                          | < ۱٬۰۰۰               | ۱٫۱                                   | < ۰٫۱                        |
| سیرالئون                      | ۴٬۱۷۱٬۰۰۰             | ۷۱٫۵                                  | ۰٫۳                          |
| سنگاپور                       | ۷۲۱٬۰۰۰               | ۱۴٫۷                                  | < ۰٫۱                        |
| اسلوواکی                      | ۱۰٬۸۶۶                | ۰٫۲                                   | < ۰٫۱                        |
| اسلوونی                       | ۷۳٬۵۶۸                | ۳٫۶                                   | < ۰٫۱                        |
| جزایر سلیمان                  | < ۱٬۰۰۰               | < ۰٫۱                                 | < ۰٫۱                        |
| سومالی                        | ۹٬۲۳۱٬۰۰۰             | ۹۸٫۹                                  | ۰٫۶                          |
| آفریقای جنوبی                 | ۶۵۴٬۰۶۴               | ۱٫۵                                   | < ۰٫۱                        |
| کره جنوبی                     | ۳۵٬۰۰۰                | ۰٫۱                                   | < ۰٫۱                        |
| سودان جنوبی                   | ۶۱۰٬۰۰۰               | ۶٫۲٪                                  | <۰٫۱                         |
| اسپانیا                       | ۱٬۸۸۷٬۹۰۶             | ۴٫۱                                   | ۰٫۱                          |
| سری لانکا                     | ۱٬۹۶۷٬۲۲۷             | ۹٫۷۱                                  | ۰٫۱                          |
| سودان                         | ۳۹٬۰۲۷٬۹۵۰            | ۹۷٫۰                                  | ۱٫۹                          |
| سورینام                       | ۸۴٬۰۰۰                | ۱۹٫۶                                  | < ۰٫۱                        |
| سوازیلند                      | ۱۲۹٬۲۳۰               | ۱۰                                    | < ۰٫۱                        |
| سوئد                          | ۴۵۰٬۰۰۰–۵۰۰٬۰۰۰       | ۵                                     | < ۰٫۱                        |
| سوئیس                         | ۴۰۰٬۰۰۰               | ۵                                     | < ۰٫۱                        |
| سوریه                         | ۲۰٬۸۹۵٬۰۰۰            | ۹۰                                    | ۱٫۳                          |
| تایوان                        | ۶۰٬۰۰۰                | ۰٫۳                                   | < ۰٫۱                        |
| تاجیکستان                     | ۷٬۰۰۶٬۰۰۰             | ۹۹٫۰                                  | ۰٫۴                          |
| تانزانیا                      | ۱۹٬۴۲۶٬۸۱۴            | ۳۵                                    | ۰٫۸                          |
| تایلند                        | ۳٬۹۵۲٬۰۰۰             | ۵٫۸                                   | ۰٫۲                          |
| تیمور شرقی                    | ۱٬۰۰۰                 | ۰٫۱                                   | < ۰٫۱                        |
| توگو                          | ۸۲۷٬۰۰۰               | ۲۰                                    | ۰٫۱                          |
| توکلاو                        | < ۱٬۰۰۰               | < ۰٫۱                                 | < ۰٫۱                        |
| تونگا                         | < ۱٬۰۰۰               | < ۰٫۱                                 | < ۰٫۱                        |
| ترینیدادوتوباگو               | ۷۸٬۰۰۰                | ۵٫۸                                   | < ۰٫۱                        |
| تونس                          | ۱۱٬۱۹۰٬۰۰۰            | ۹۹٫۸                                  | ۰٫۶                          |
| ترکیه                         | ۷۴٬۶۶۰٬۰۰۰            | ۹۸٫۶                                  | ۴٫۶                          |
| ترکمنستان                     | ۴٬۸۳۰٬۰۰۰             | ۹۳٫۳                                  | ۰٫۳                          |
| جزایر تورکس و کایکوس          | < ۱٬۰۰۰               | < ۰٫۱                                 | < ۰٫۱                        |
| تووالو                        | < ۱٬۰۰۰               | ۰٫۱                                   | < ۰٫۱                        |
| اوگاندا                       | ۵٬۰۳۰٬۰۰۰             | ۱۲٫۰                                  | ۰٫۳                          |
| اوکراین                       | ۳۹۳٬۰۰۰               | ۰٫۸                                   | < ۰٫۱                        |
| امارات متحده عربی             | ۳٬۵۷۷٬۰۰۰             | ۷۶٫۰                                  | ۰٫۲                          |
| بریتانیا                      | ۳٬۱۰۶٬۳۶۸             | ۴٫۸                                   | ۰٫۲                          |
| ایالات متحده                  | ۲٬۵۹۵٬۰۰۰             | ۰٫۸                                   | ۰٫۲                          |
| جزایر ویرجین ایالات متحده     | < ۱٬۰۰۰               | ۰٫۱                                   | < ۰٫۱                        |
| اروگوئه                       | < ۱٬۰۰۰               | < ۰٫۱                                 | < ۰٫۱                        |
| ازبکستان                      | ۲۶٬۸۳۳٬۰۰۰            | ۹۶٫۵                                  | ۱٫۷                          |
| وانوآتو                       | < ۱٬۰۰۰               | < ۰٫۱                                 | < ۰٫۱                        |
| واتیکان                       | ۰                     | ۰                                     | ۰                            |
| ونزوئلا                       | ۹۵٬۰۰۰                | ۰٫۳                                   | < ۰٫۱                        |
| ویتنام                        | ۷۱٬۲۰۰                | ۰٫۲                                   | < ۰٫۱                        |
| والیس و فوتونا                | < ۱٬۰۰۰               | < ۰٫۱                                 | < ۰٫۱                        |
| صحرای غربی                    | ۵۲۸٬۰۰۰               | ۹۹٫۶                                  | < ۰٫۱                        |
| یمن                           | ۲۴٬۰۲۳٬۰۰۰            | ۹۹٫۰                                  | ۱٫۵                          |
| زامبیا                        | ۱۴۰٬۰۰۰               | ۱                                     | < ۰٫۱                        |
| زیمبابوه                      | ۴۸۸٬۶۵۶               | ۳                                     | < ۰٫۱                        |
| آسیای مرکزی                   | ۵۴٬۰۰۰٬۰۰۰            | ۸۰٫۰                                  | ۳٫۰                          |
| آسیای جنوبی                   | ۵۰۷٬۲۸۴٬۰۰۰           | ۳۱٫۴                                  | ۳۰٫۶                         |
| جنوب شرقی آسیا-               | ۲۵۷٬۰۰۰٬۰۰۰           | ۱۲٫۰                                  | ۱۵٫۰                         |
| خاورمیانه-آفریقای شمالی (منا) | ۳۱۵٬۳۲۲٬۰۰۰           | ۹۱٫۲                                  | ۲۲٫۹                         |
| جنوب صحرای آفریقا             | ۲۴۲٬۵۴۴٬۰۰۰           | ۲۹٫۶                                  | ۱۵٫۰                         |
| اروپا                         | ۴۴٬۱۳۸٬۰۰۰            | ۶٫۰                                   | ۲٫۷                          |
| آمریکا                        | ۵٬۲۵۶٬۰۰۰             | ۰٫۶                                   | ۰٫۳                          |
| کل جهان                       | ۱٬۷۰۳٬۱۴۶٬۰۰۰         | ۲۳٫۴                                  | ۱۰۰٫۰                        |

## اطلاعات بیشتر
- وزارت امور خارجه ایالات متحده آمریکا International Religious Freedom Report
- اطلاعات‌نامهٔ سیا The World Factbook بایگانی‌شده  در ۱۰ مه ۲۰۱۳ توسط Wayback Machine
- Adherents.com 43,941 adherent statistic citations بایگانی‌شده  در ۲۱ فوریه ۲۰۱۴ توسط Wayback Machine
- Religious Freedom page
- Religious Intelligence
  - Muslim Population Percentage from U.S Dept. of State
- CIA World Factbook Religions بایگانی‌شده  در ۳ ژوئیه ۲۰۱۷ توسط Wayback Machine
- بی‌بی‌سی Muslims in Europe: Country guide